# Bywater and Sotheby Professor of Byzantine and Modern Greek Language and Literature
Der Bywater and Sotheby Professor of Byzantine and Modern Greek Language and Literature ist der Vertreter einer Professur auf dem Gebiet der Byzantinistik und Neogräzistik an der Universität Oxford, die der byzantinischen und neugriechischen Sprache und Literatur gewidmet ist. Sie gilt, neben dem Lehrstuhl des Koraes Professor of Modern Greek and Byzantine History, Language and Literature am King’s College London, als führende britische Professur auf ihrem Gebiet.

## Geschichte
Die Professur wurde im Jahr 1915 aufgrund und mit den Mitteln des Vermächtnisses von Charlotte Bywater († 17. Februar 1908) eingerichtet, der Witwe des Oxforder Altphilologen Hans Sotheby (1827–1875). In zweiter Ehe heiratete sie den Gräzisten Ingram Bywater (1840–1914), der eine weitere Summe zu der Stiftung beisteuerte. Die Professur beinhaltet lediglich die Stelle eines Professors und eine Fellowship im Exeter College, ist jedoch nicht mit weiteren institutionellen Mitteln ausgestattet. Besetzt wurde sie erstmals mit dem wenig publikumswirksamen Richard MacGillivray Dawkins, dann jedoch mit international ausstrahlenden Vertretern des Faches.